# Trúc đen
Trúc đen, tên khoa học Phyllostachys nigra, là một loài thực vật trong chi Trúc, tông Tre, phân họ Tre, họ Hòa thảo.

## Đặc điểm sinh học
- Thân ngầm mọc tản, đường kính bình quân 1,5 cm; thân khí sinh rỗng, hình trụ thẳng, mọc tán, đường kính 2-4 cm cao 6-7 m, màu tím lục hoặc tím đen bóng. Cây non thân khí sinh có màu tím đen hoặc vàng nâu, xanh lục nhạt; cây trưởng thành toàn bộ thân khí sinh có màu tím đến tím đen, bóng[3]. Vòng mo thân là một đường gờ mảnh, màu vàng đốm nâu nhạt, đáy rộng 9 – 10 cm, tai hình sợi.
- Lá hình trái xoan dài 8–12 cm, rộng 1-1,2 cm, đầu lá nhọn, đuôi thuôn.
- Sinh sản bằng thân rễ
- Mùa măng vào mùa xuân, khoảng tháng 2-5.

## Phân bổ
Trúc đen mọc ở các vùng núi cao trên 1.300 m, gần khe suối, nơi có độ ẩm cao.
- Việt Nam: Sa Pa (Lào Cai), huyện Mèo Vạc, Hoàng Su Phì, Đồng Văn (Hà Giang), miền Nam Việt Nam
- Thế giới: phía nam sông Hoàng Hà (Trung Quốc)

## Sử dụng trong đời sống
Trúc đen được sử dụng làm cây cảnh. Thân trúc đen sau khi khô vẫn giữ màu đen bóng, rất được ưa chuộng làm bàn ghế.
Lá dùng làm thuốc chữa cảm cúm, thân làm cần câu, măng ăn được. Người dân bản Khoang (Sa Pa, Lào Cai) lấy thân, là trúc đen này về kết hợp với một số loại cây rừng khác làm thuốc chữa bệnh phong thấp và bệnh hậu sản

## Tình trạng bảo tồn
Sắp bị đe dọa tuyệt chủng trong tương lai gần bởi các yếu tố đe dọa (bị chặt mà không có tái sinh, quá trình đô thị hóa, xói mòn đất, sụt lở đất...) dẫn đến sụt giảm số lượng cá thể.

## Hình ảnh

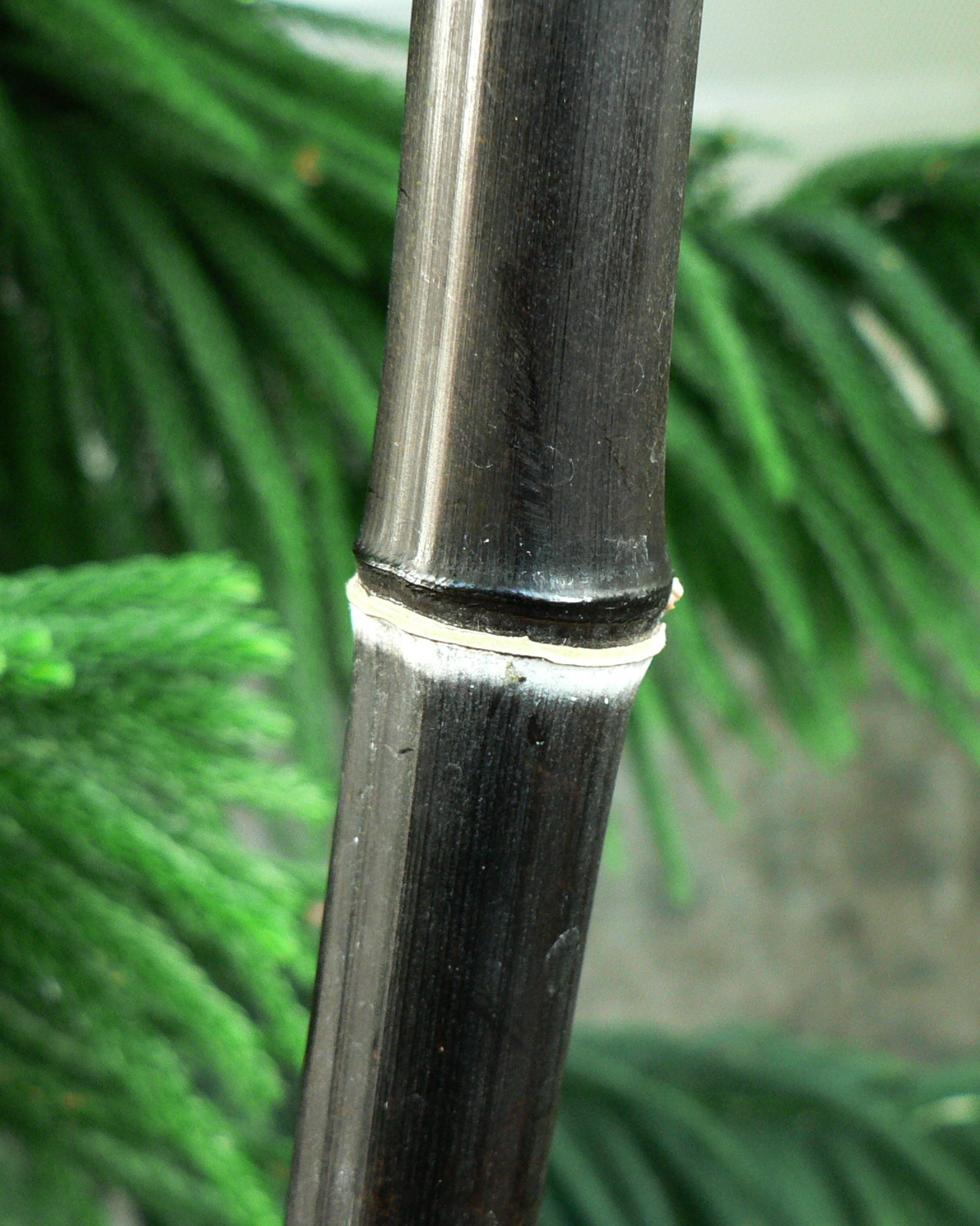
Ở Leamington Spa, 2006
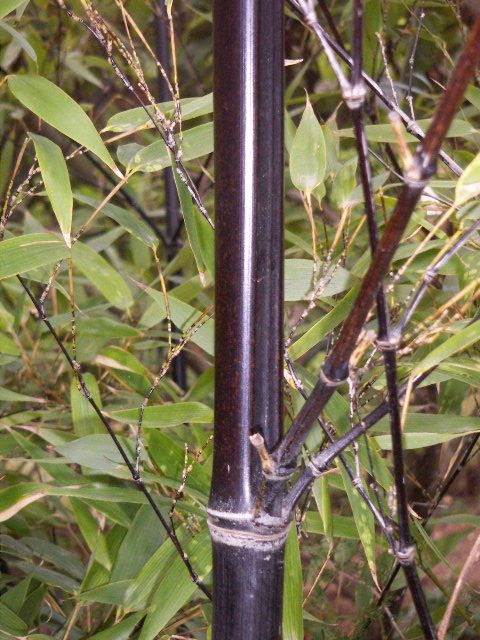
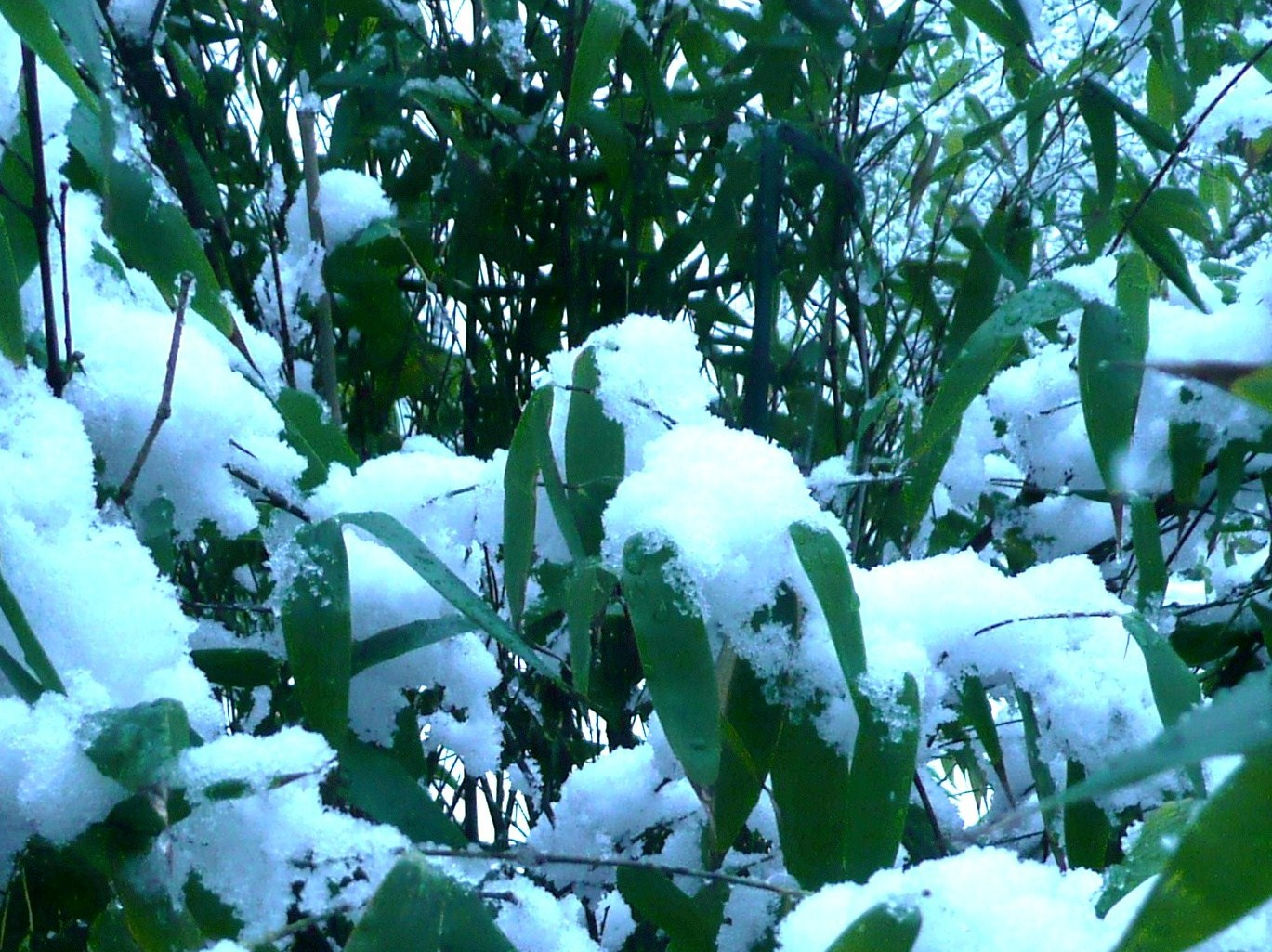
Trúc đen dưới tuyết ở London, Anh
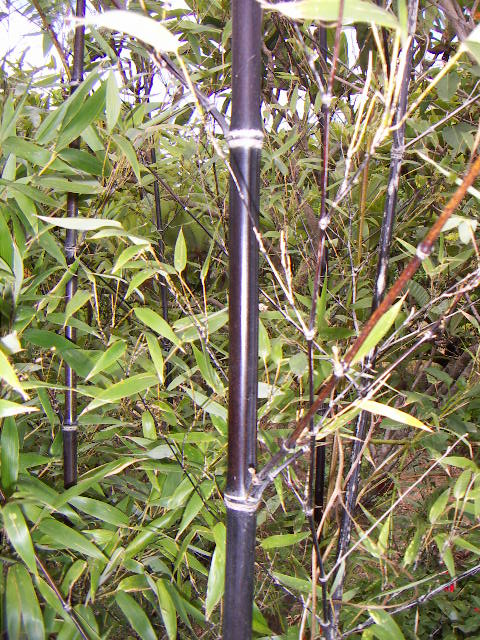
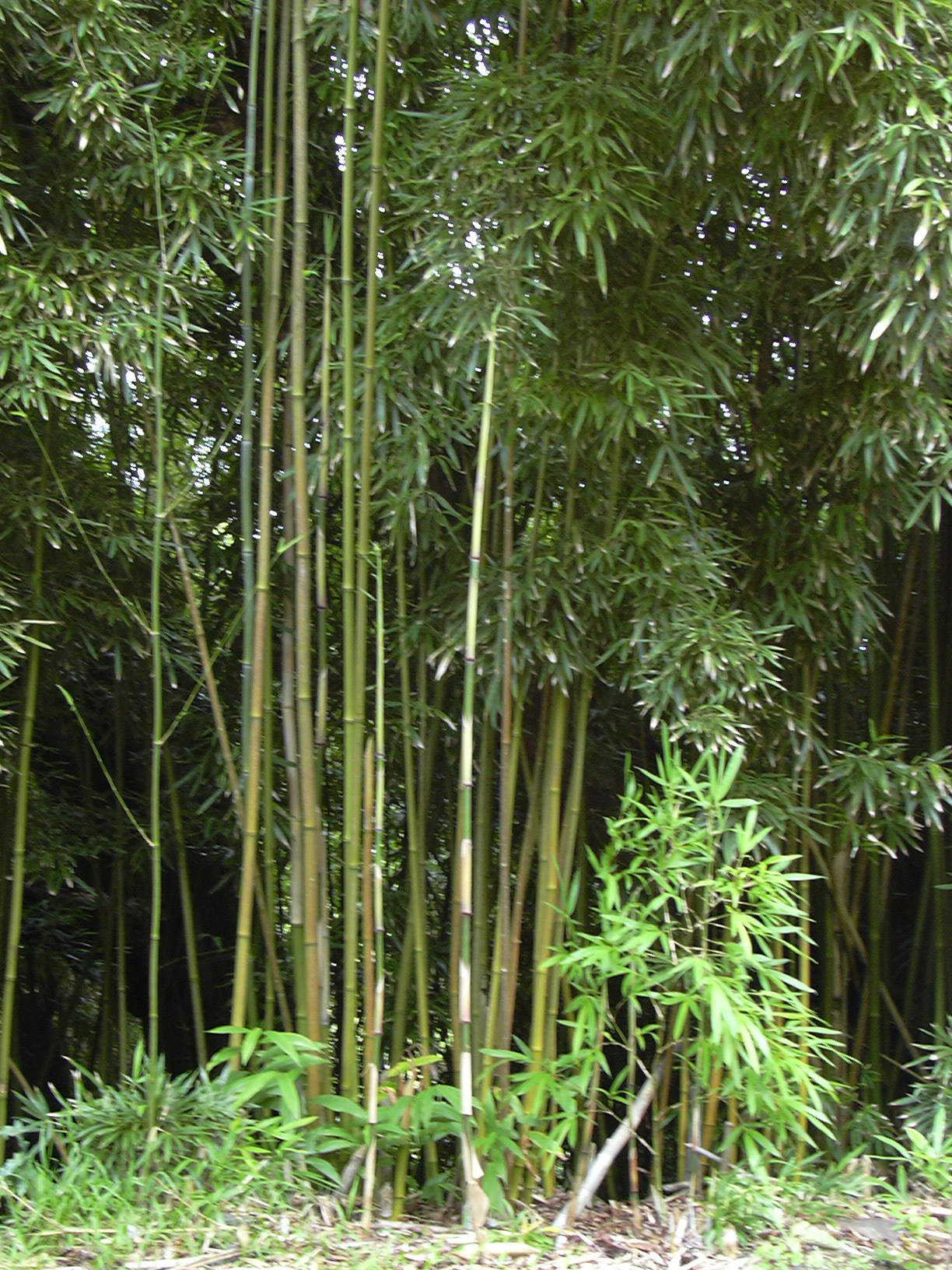
Maui, Hana Hwy
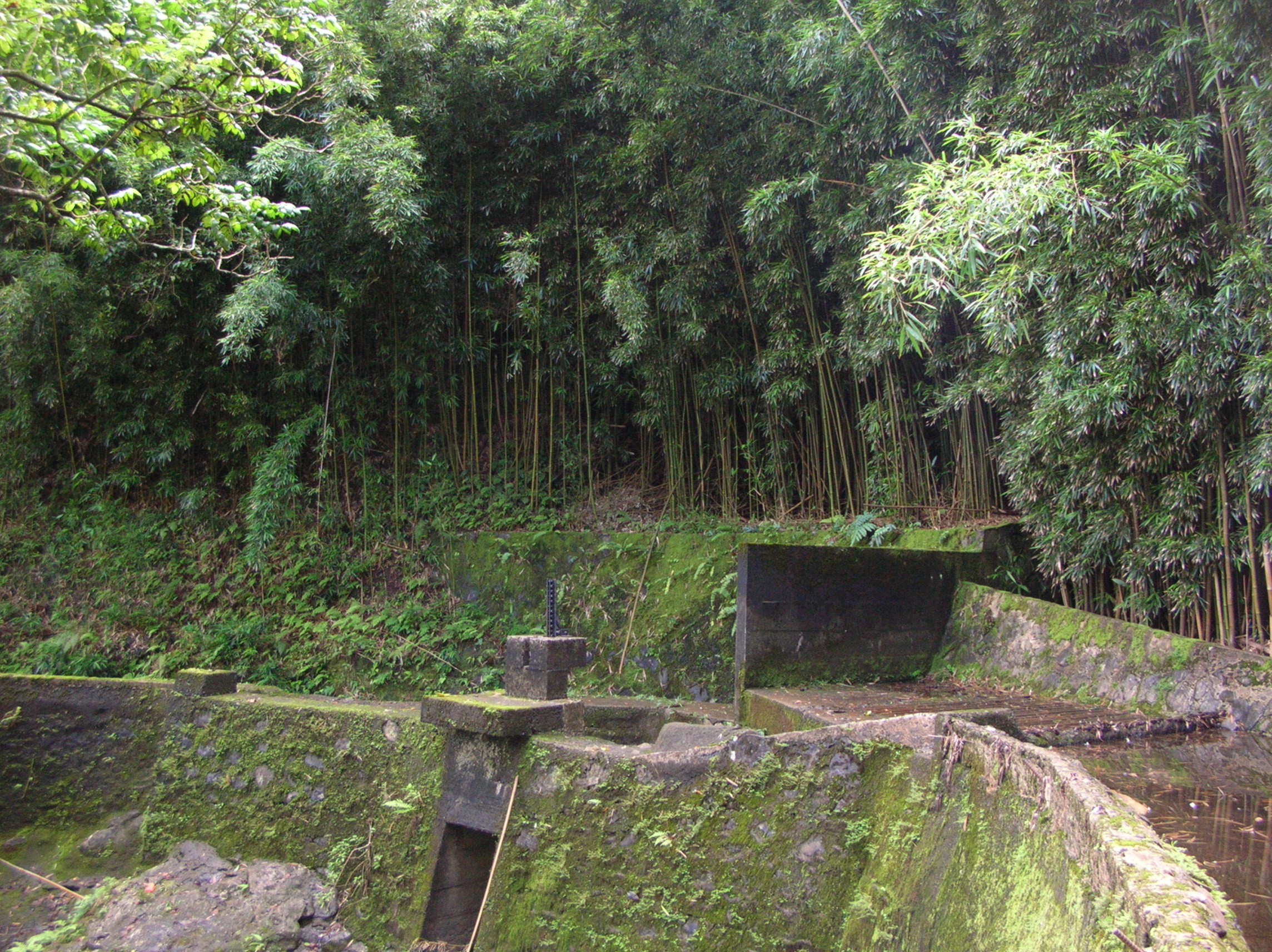
Maui, Hana Hwy